# رجو کالابریا
رِجّو کالابریا نام شهر و نیز شهرستانی است در کالابریا در جنوب ایتالیا و کانون سیاسی استان رجو کالابریا.